# Jesse Huta Galung
Jesse Huta Galung, né le 6 octobre 1985 à Haarlem, est un joueur de tennis néerlandais droitier, professionnel entre 2004 et 2017.

## Palmarès

### Titres en simple
Aucun

### Finales en simple
Aucune

### Titre en double (1)
| No | Date       | Nom et lieu du tournoi                | Catégorie | Surface      | Partenaire      | Finalistes                   | Score    |          |
| -- | ---------- | ------------------------------------- | --------- | ------------ | --------------- | ---------------------------- | -------- | -------- |
| 1  | 21/04/2014 | Barcelona Open BancSabadell Barcelone | ATP 500   | Terre (ext.) | Stéphane Robert | Daniel Nestor Nenad Zimonjić | 6-3, 6-3 | Parcours |

### Finales en double (2)
| No | Date       | Nom et lieu du tournoi                     | Catégorie   | Surface      | Vainqueurs                      | Partenaire       | Score            |          |
| -- | ---------- | ------------------------------------------ | ----------- | ------------ | ------------------------------- | ---------------- | ---------------- | -------- |
| 1  | 14/07/2008 | Dutch Open Tennis Amersfoort               | Int' Series | Terre (ext.) | František Čermák Rogier Wassen  | Igor Sijsling    | 7-5, 7-5         | Parcours |
| 2  | 11/02/2013 | ABN AMRO World Tennis Tournament Rotterdam | ATP 500     | Dur (int.)   | Robert Lindstedt Nenad Zimonjić | Thiemo de Bakker | 5-7, 6-3, [10-8] | Parcours |

## Parcours dans les tournois duGrand Chelem

### En simple
| Année | Open d'Australie | Open d'Australie | Internationaux de France | Internationaux de France | Wimbledon       | Wimbledon     | US Open         | US Open  |
| ----- | ---------------- | ---------------- | ------------------------ | ------------------------ | --------------- | ------------- | --------------- | -------- |
| 2008  | —                | —                | 1er tour (1/64)          | Jiří Vaněk               | —               | —             | —               | —        |
| 2009  | —                | —                | —                        | —                        | —               | —             | —               | —        |
| 2010  | —                | —                | —                        | —                        | 1er tour (1/64) | Brendan Evans | —               | —        |
| 2011  | —                | —                | —                        | —                        | —               | —             | 1er tour (1/64) | J. Blake |
| 2012  | 1er tour (1/64)  | Carlos Berlocq   | —                        | —                        | —               | —             | —               | —        |
| 2013  | —                | —                | —                        | —                        | —               | —             | —               | —        |
| 2014  | 1er tour (1/64)  | Jérémy Chardy    | —                        | —                        | —               | —             | —               | —        |

N.B. : à droite du résultat se trouve le nom de l'ultime adversaire.

### En double
| Année | Open d'Australie             | Open d'Australie     | Internationaux de France | Internationaux de France | Wimbledon                   | Wimbledon             | US Open                   | US Open                 |
| ----- | ---------------------------- | -------------------- | ------------------------ | ------------------------ | --------------------------- | --------------------- | ------------------------- | ----------------------- |
| 2014  | 1er tour (1/32) I. Sijsling  | P. Oswald S. Stadler | —                        | —                        | 1er tour (1/32) Robin Haase | V. Pospisil Jack Sock | 1er tour (1/32) R. Junaid | J.-J. Rojer Horia Tecău |
| 2015  | 1er tour (1/32) D. Bracciali | J. Chardy Ł. Kubot   | —                        | —                        | —                           | —                     | —                         | —                       |

N.B. : le nom du partenaire se trouve sous le résultat ; le nom des ultimes adversaires se trouve à droite.

### En double mixte
| Année | Open d'Australie | Open d'Australie | Internationaux de France | Internationaux de France | Wimbledon                     | Wimbledon                    | US Open | US Open |
| ----- | ---------------- | ---------------- | ------------------------ | ------------------------ | ----------------------------- | ---------------------------- | ------- | ------- |
| 2014  | —                | —                | —                        | —                        | 2e tour (1/16) Andreja Klepač | Jamie Murray Casey Dellacqua | —       | —       |

N.B. : le nom de la partenaire se trouve sous le résultat ; le nom des ultimes adversaires se trouve à droite.

## Parcours dans lesMasters 1000
| Année | Indian Wells | Miami | Monte-Carlo        | Madrid | Rome | Canada | Cincinnati | Shanghai | Paris |
| ----- | ------------ | ----- | ------------------ | ------ | ---- | ------ | ---------- | -------- | ----- |
| 2013  | —            | —     | 1er tour J. Melzer | —      | —    | —      | —          | —        | —     |

N.B. : sous le résultat se trouve le nom de l’ultime adversaire.